# Casino de Bourbon-l'Archambault
Le casino de Bourbon-l'Archambault est un établissement de jeux situé dans l'Allier. Le complexe, qui s'étend sur 1 300 m2, dispose, en plus des salles de jeux, d'une salle de cinéma et d'un restaurant. 
Le casino a été complètement rénové afin d'ouvrir en 2007. L'architecture conserve un style médiéval tout en apportant une touche moderne au lieu. 

## Histoire
L'établissement n'est pas le premier casino qu'a connu la ville. La construction d'un premier casino avait été entreprise par Talleyrand en 1824. L’établissement de jeux, qui faisait alors également office de salon de lecture, fut édifié en 1830 par François Agnety, architecte départemental de l’Allier. Des travaux d'agrandissement ont eu lieu en 1856 avant sa démolition en 1881.
Un deuxième casino a vu le jour en 1889 à la demande de Charles Le Cœur lors du projet de développement du quartier thermal. Ce casino disposait à l'époque d'une salle de jeu, d'un théâtre, d'une salle de danse. En 1935, sont venues s'ajouter une salle de cinéma puis une galerie.